# Dormansland
Dormansland is een civil parish in het bestuurlijke gebied Tandridge, in het Engelse graafschap Surrey met 3519 inwoners.